# سیل، نروژ
سیل (به لاتین: Sel) شهری در نروژ است، که در منطقه اوپلاند (نروژ) واقع شده‌است. سیل ۹۰۵ کیلومتر مربع مساحت و ۶٬۰۸۸ نفر جمعیت دارد.